# Ravaillac (album)
Ravaillac är ett musikalbum av Tommy Körberg som kom ut år 1994.

## Låtlista
1. Jag tänker en ljuvlig tanka
2. Poesialbumet
3. Vals i Mejram
4. Min vind är din
5. En längtan för längtans skull
6. I Tistelby och Gråhult
7. Har du någonsin hört någon spela..
8. Tusenskönan från Åskloster
9. Ravaillac
10. Vem är den filuren
11. Operabaren Iin Memoriam
12. Röda höst
13. Den glade korvstopparen
14. Nattens ensamhet